# Ратибор (тысяцкий)
Ратибор — русский боярин конца XI — начала XII века.
Находился на службе у князя Всеволода Ярославича. Когда последний стал великим князем киевским (1078 год), Ратибор некоторое время был в Киеве тысяцким.
В 1079 году, после неудачного похода Романа Святославича против Всеволода Ярославича и заточения Романова брата, Олега, Всеволод Ярославович послал Ратибора посадником в Тмутаракань, чтобы держать этот город (постоянное убежище недовольных князей-изгоев) в своих руках. На активную административную деятельность Ратибора в Причерноморье указывают находки вислых свинцовых печатей с его именем. В 1081 году в Тмутаракань бежали князья Давыд Игоревич и Володарь Ростиславич: они захватили город, а Ратибор по их приказу был схвачен.
После смерти Всеволода (1093 год) Ратибор перешел на службу к его сыну Владимиру Мономаху в Переяславль и сделался его влиятельным советником. В 1095 году два половецких хана, Итлар и Кытан, явились на переговоры в Переяславль. Дружина Ратибора уговорила Мономаха нарушить данное им слово и истребить половцев.
Деятельное участие принимал Ратибор в Витичевском съезде князей (1100 год), и был в числе мужей, передавших Давыду Игоревичу решения съезда. Когда Владимир Мономах занял великокняжеский стол (1113 год), Ратибор вновь стал тысяцким в Киеве и принимал участие в изменении положения о ссудных процентах, предпринятом Мономахом вследствие жалоб на ростовщиков.
«Повесть временных лет» упоминает двух сыновей Ратибора: Ольбега, застрелившего из лука хана Итлара, и Фому, ходившего в 1116 году с сыном Мономаха Вячеславом на Дунай.